# 查長生
查長生，京劇琴師、作曲家，曾為童芷苓、顧正秋、李玉茹、王吟秋、言興朋、王熙春、黃正勤、劉斌昆、童祥苓、孫正陽、李多芬等京劇表演藝術家伴奏。
顧正秋戲校畢業後自組劇團（挑班），在王燮元的介紹下，請他操琴，在各大城市巡迴公演，包括搭國民政府專機到南京唱給蔣介石和文武百官聽的專場，後來他生病休養，王燮元才又介紹後來隨顧劇團到台灣的王大寶給顧正秋（王大寶在台灣改名王克圖，1直是顧正秋琴師，參見季季撰寫的顧正秋傳記《奇緣此生顧正秋》）。
查長生一直留在上海工作，1955年參加上海京劇院。
1963年拍攝的京劇電影《尤三姐》（陳西汀編劇，吳永剛執導），他做琴師，王燮元打鼓。
他參加現代京劇（京劇現代戲）《審椅子》（1964年版，與陳立中、邵水泉合作）、新編古裝京劇《梅妃》（與張森林、顧永湘、馬錦良合作，張森林曾任顧正秋劇團查長生時期鼓師）的音樂設計工作。
1966年文化大革命爆發後，第1批8個樣板戲裡的革命現代京劇《海港》，他和馬錦良共同擔任甲組琴師，甲組鼓師是李朝貴，電影版的音樂陣容也是查長生、馬錦良、李朝貴，現代京劇《海港》是有「8億人民8個戲」稱號的第1批列為樣板的「8大樣板戲」其中1部，曾給毛澤東主席和人民政府各級首長同志唱現場。